# Солонское (Львовская область)
Солонское (укр. Солонське) — село в Меденичской поселковой общине Дрогобычского района Львовской области Украины.
Расположено в долине реки Тысменицы, в 13 км от Дрогобыча.
Население по переписи 2001 года составляло 812 человек. Занимает площадь 1,91 км². Почтовый индекс — 82166. Телефонный код — 3244.
В селе действует кирпичный завод.